# Бикич, Небойша
Небо́йша Би́кич (серб. Небојша Бикић / Nebojša Bikić; род. 1 июля 1975, Белград) — сербский югославский пловец, выступал за национальные сборные Югославии, Сербии и Черногории по плаванию в конце 1990-х — середине 2000-х годов. Участник летних Олимпийских игр в Сиднее, участник чемпионатов Европы и мира, победитель и призёр многих первенств национального значения.

## Биография
Небойша Бикич родился 1 июля 1975 года в Белграде. Активно заниматься плаванием начал с раннего детства, проходил подготовку в местном столичном клубе «11 апреля».
В 1997 году вошёл в состав югославской национальной сборной, представлял Югославию на различных международных соревнованиях, в частности выступал на чемпионате Европы по водным видам спорта в испанской Севилье. Специализировался на плавании вольным стилем, бывший рекордсмен Сербии на дистанциях 50 и 100 метров.
Благодаря череде удачных выступлений Бикич удостоился права защищать честь страны на летних Олимпийских играх 2000 года в Сиднее — в плавании на 50 метров вольным стилем стартовал в пятом предварительном заплыве на восьмой дорожке и, показав время 23,57 секунды, занял четвёртое место и не сумел пробиться в полуфинальную стадию. В итоговом протоколе соревнований расположился на 43 строке.
После сиднейской Олимпиады Небойша Бикич остался в основном составе гребной команды Сербии и Черногории, продолжив принимать участие в крупнейших международных соревнованиях. Так, в 2002 году он выступал на чемпионате Европы в Берлине и на чемпионате мира на короткой воде в Москве. Несколько раз успешно стартовал на открытых чемпионатах Словении. Последний раз показал сколько-нибудь значимый результат на международной арене в сезоне 2006 года, когда принял участие в чемпионате мира среди мастеров в Станфорде. Вскоре по окончании этих соревнований принял решение завершить карьеру профессионального спортсмена, уступив место в сборной молодым сербским пловцам.
Впоследствии переехал на постоянное жительство в США, проживал в городе Рино, штат Невада, где по совместительству работал менеджером в Центре здоровья и физической культуры святой Марии.